# لغات آرامية شرقية
اللغات الآرامية الشرقية مجموعة من اللغات التي تطورت من اللغة الآرامية ونشأت في بلاد الرافدين (العراق، جنوب شرق تركيا، شمال شرق سوريا، وجنوب غرب إيران)، بعكس اللغات الآرامية الغربية التي ظهرت في بلاد الشام (سوريا ولبنان وفلسطين والأردن). ينتمي معظم المتكلمين بهذه اللغات إلى الآشوريين (الآشوريين المسيحيين، الكلدو-آشوريين، بالرغم من وجود أقلية من اليهود والصابئة المندائيين الذين يتكلمون أيضًا أنواع من هذه اللغات الآرامية الشرقية). تُعتبر كل من اللغات السريانية والمندائية من أهم فروعها الحالية.
يبلغ معدل المتكلمين بهذه اللغات بين السريان قرابة 575,000 إلى 1,000,000 شخص، يتحدثون بلغة أساسية هي الآرامية الآشورية الحديثة (235,000 متحدث)، الآرامية الكلدانية الحديثة (216,000 متحدث)، والطورية (112,000 متحدث)، بالإضافة إلى عدد من اللغات الصغيرة المتقاربة لعدد لايتجاوز 5,000 إلى 10,000 متحدث.